# FakhraVac
La FakhraVac és una vacuna contra la COVID-19 desenvolupada a l'Iran per l'Organització d'Innovació i Investigació Defensives, una organització del Ministeri de Defensa de l'Iran. És la tercera vacuna iraniana contra la COVID-19 que arriba a assajos clínics. Actualment es troba en fase III. Va rebre una autorització d'ús d'emergència a l'Iran el 9 de setembre de 2021.
La vacuna porta el nom del científic nuclear iranià Mohsen Fakhrizadeh. Segons les autoritats iranianes, treballava en una vacuna en resposta a la pandèmia COVID-19 a l'Iran. Fakhrizadeh va ser assassinat el novembre de 2020 en un atac que la intel·ligència de l'Iran i els EUA atribuïa a Israel.

## Autoritzacions
Autorització plena
     Autorització d'emergència
     Permesa per viatges
Emergència (1)
1. Iran[8]

## Administració
Requereix dues dosis donades per injecció intramuscular amb 3 setmanes de diferència.